# United States Soccer Federation

Förbundets logotyp.

United States Soccer Federation (USSF), ofta bara kallat U.S. Soccer, är USA:s fotbollsförbund och har sitt huvudkontor i Chicago i Illinois.
Förbundet organiserar bland annat USA:s herrlandslag i fotboll, USA:s damlandslag i fotboll och landets olika ungdomslandslag. Det har arrangerat flera stora turneringar såsom fotbolls-VM för herrar 1994, fotbolls-VM för damer 1999 och 2003 samt sommar-OS 1984 och 1996.

## Historia
Förbundet bildades den 5 april 1913 vid Astor House Hotel i Lower Manahttan som United States Football Association och blev fullvärdig medlem i världsfotbollsförbundet Fifa i juni 1914. 1945 bytte förbundet namn till United States Soccer Football Association och det var med och bildade den gemensamma nord-, centralamerikanska och karibiska fotbollsfederationen Concacaf 1961. 1974 bytte förbundet namn till det nuvarande United States Soccer Federation.